# Franz von Lauer

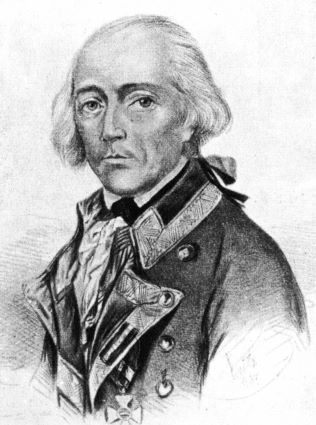
Franz von Lauer

Franz von Lauer (11 mei 1736 - Krems an der Donau, 11 september 1803) was een Oostenrijks generaal.
Lauer studeerde voor ingenieur en nam in 1755 dienst in het leger van Habsburgs Oostenrijk.
In de Zevenjarige Oorlog werd hij bevorderd tot kapitein in 1773, in 1779 werd hij majoor, in 1779 luitenant-kolonel en in 1783 kolonel.
Tijdens de Turkenoorlog werd hij generaal-majoor en kreeg hij het ridderkruis in de Orde van Maria Theresia voor zijn acties bij het Beleg van Belgrado in 1789. Hij werd in 1790 in de adelstand verheven.

## Belegeringen
Lauer vocht van 1793-1794 aan de Rijn onder Dagobert Sigmund von Wurmser. Op 13 oktober 1793 versloegen ze de Fransen in de Slag bij Wissembourg. Lauer belegerde met succes Fort-Louis op een eiland in de Rijn. Op 14 november gaf het Frans garnizoen van 4500 man het fort over. Hij belegerde met succes Mannheim in 1795. Voor de verovering van een redoute op 30 oktober kreeg hij het kruis van commandant in de Orde van Maria Theresa en een bevordering tot luitenant-generaal op 4 maart 1796.

## Mantua
Lauer herstelde het fort van Mantua toen het kort werd belegerd in augustus 1796. Op 19 augustus zond keizer Frans II van het Heilige Roomse Rijk Wurmser voor ontzet van het Beleg van Mantua en duidde Lauer aan als zijn stafchef. Lauer nam aan, dat de Fransen niet snel zouden reageren op een snel Oostenrijks offensief om verliezen te beperken. Napoleon zond drie divisies in de vallei van de Adige. Napoleon verpletterde de verdediging van Paul Davidovich in de Slag bij Rovereto en stuurde zijn leger oostwaarts en dan zuidwaarts door de vallei van de Brenta. Napoleon verpletterde Wurmser in de Slag bij Bassano op 8 september en achtervolgde dan de Oostenrijkers zuidwestelijk naar Mantua. Wurmser zat met 30000 man vast in Mantua. Lauer verdedigde Mantua, maar het fort gaf zich op 2 februari 1797 over.

## Hohenlinden
De keizer verving Pál Kray die van mei tot juli 1800 nederlagen geleden had tegen Jean Victor Marie Moreau door de achttienjarige aartshertog Johan van Oostenrijk en Lauer als tweede in bevel. Lauer pleitte bij de keizer voor een verlenging van de wapenstilstand. Op 12 november brak opnieuw oorlog uit. Franz von Weyrother, de stafchef van aartshertog Johan, overtuigde Jan en Lauer tot een offensieve strategie. De Oostenrijkers wonnen de slag bij Ampfing op 1 december 1800. Op 3 december marcheerden de Oostenrijkers in vier colonnes door ruw terrein naar de Slag bij Hohenlinden. Moreau lokte de Oostenrijkers in een hinderlaag en omsingelde de linkerflank en het Oostenrijks leger leed een zware nederlaag. Lauer kreeg de schuld en verliet in 1801 het leger en stierf twee jaar later.
- Gemeinsame Normdatei: 136341225
- Nationale Bibliotheek van Tsjechië: xx0314356
- Virtual International Authority File: 80702503